# Qi Zhaijia
Qi Zhaijia ou Ch'i Chai-Chia ou K'i Tchai-Kia （祁豸佳）, surnom: Zhixiang （止群）, nom de pinceau: Xuepiao （雪瓢） est un peintre de paysages, poète et calligraphe chinois du XVIIe siècle. Il est né en 1594 à Shanyin (actuellement Shaoxing, province du Zhejiang) et mort en 1683,.

## Biographie
Qi Zhaijia est un poète calligraphe et peintre qui passe les examens de la capitale provinciale en 1627 et il reçoit le grade de juren (licencié).
Il sert alors comme fonctionnaire dans le gouvernement Ming. Mais après la chute de Nankin lors de la conquête Mandchoue en 1645, Qi Biaojia, son frère, ministre loyal de la dynastie Ming, se suicide et Qi Zhaijia retourne dans sa ville natale comme superviseur en poste à Taizhou (province du Zhejiang). En 1646, des rebelles pillent tous les biens de sa famille. Ne servant pas la dynastie Qing, il vit alors en reclus, gardant les tombes de ses ancêtres et vendant des peintures pour vivre. 
Il est connu pour ses paysages dans le style des maîtres Song, Dong Yuan et Juran. Il cherche à se rapprocher du style de Shen Zhou avec un coup de pinceau fort et vigoureux. Artiste polyvalent, il est doué pour la calligraphie, la peinture, la poésie et la gravure de sceaux. Son style peut également rappeler le langage paysager dépouillé de l'artiste érudit Ni Zan. 
Il est encore actif en 1682.

## Musées
- New York  (Metropolitan Museum of Art):
  - Rivière à l'automne, signé et daté 1643, éventail.
  - Pavillon parmi les arbres d'hiver d'après Ni Zan, 1661, rouleau, encre sur papier[4].
- Stockholm  (Nat. Mus.):
  - Paysage de montagne dans la brume, d'après Huang Gongwang, signé.